# Fotografia boudoir

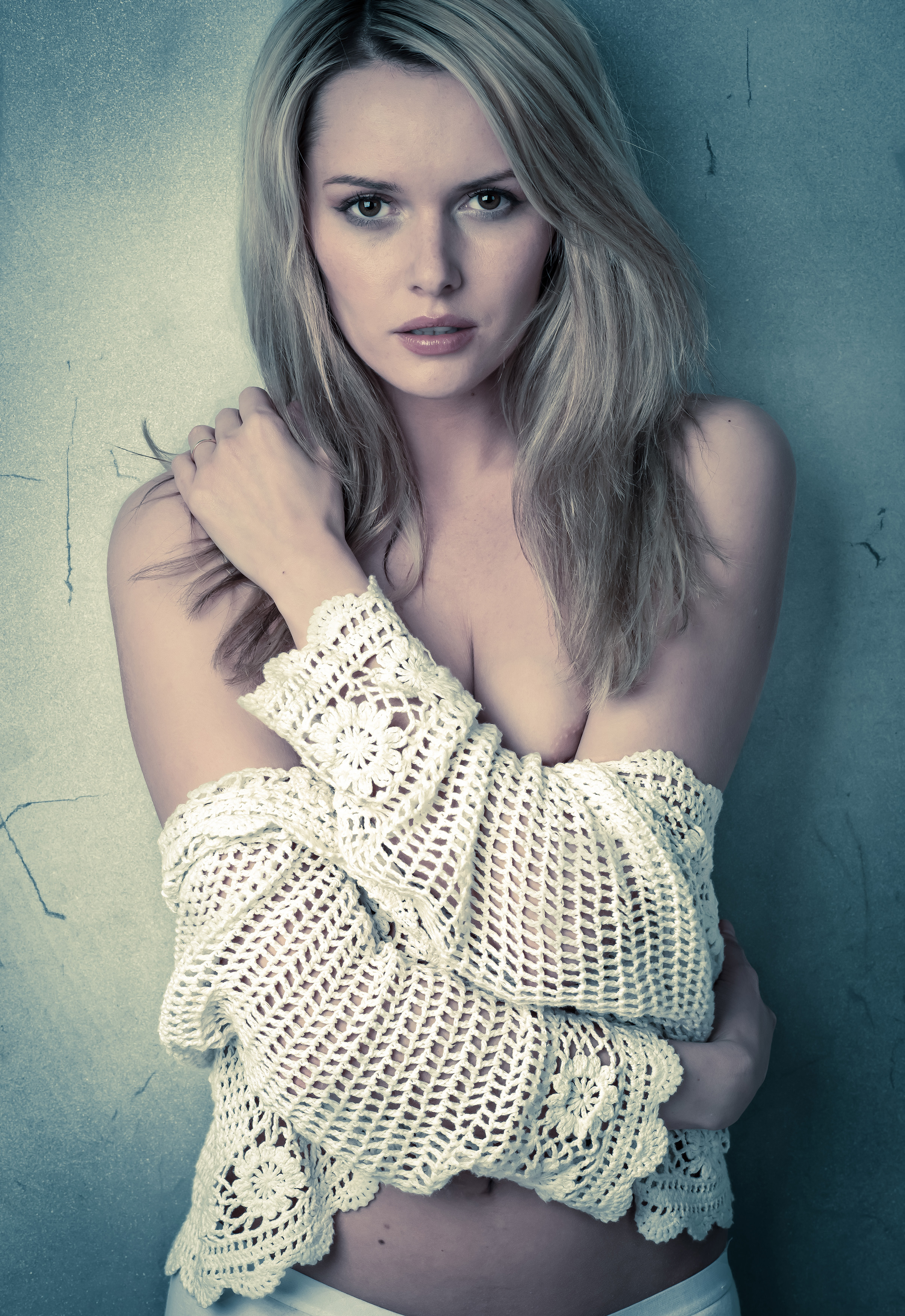
Un esempio di fotografia boudoir.

La fotografia boudoir (/buˈdwar/) è un genere fotografico tipicamente scattato in uno studio fotografico o in una suite di lusso, per creare una serie di immagini sensuali o sessualmente suggestive di donne, ed occasionalmente di uomini o coppie, in ambienti interni di stile boudoir.
La manifestazione più comune della fotografia boudoir contemporanea presenta fotografie spontanee ed in posa del soggetto, parzialmente vestito o in lingerie. La nudità è più spesso implicita che esplicita. Commercialmente il genere è spesso (anche se non esclusivamente) derivato da un mercato per le spose, per sorprendere i loro futuri mariti regalando le immagini del giorno del matrimonio o appena precedenti. Altre motivazioni o ispirazioni per i servizi fotografici di questo genere includono anniversari, compleanni, San Valentino, per i militari, eccetera.
La fotografia boudoir può, in alcuni casi, essere distinta da altri generi fotografici come la fotografia glamour, la fotografia di nudo artistico e la fotografia erotica.

## Storia

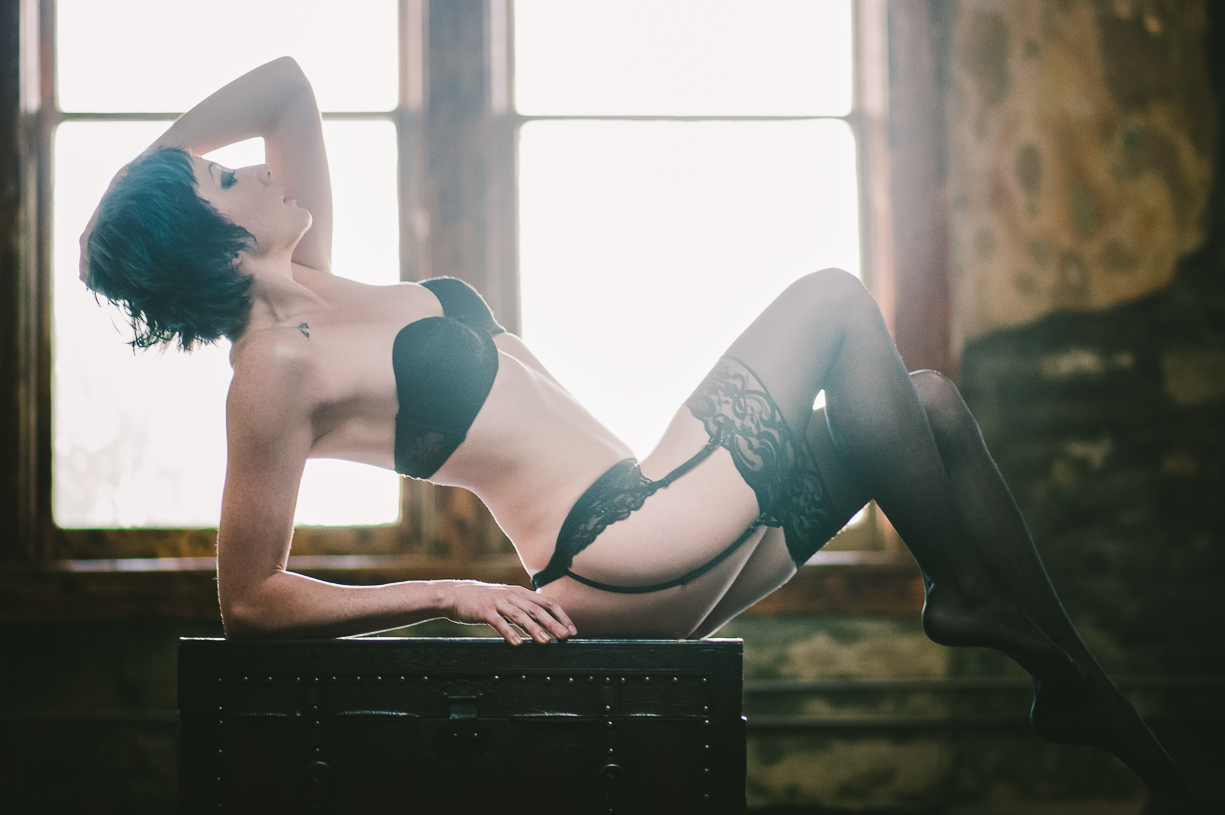
Una modella in lingeria in posa per una fotografia boudoir.

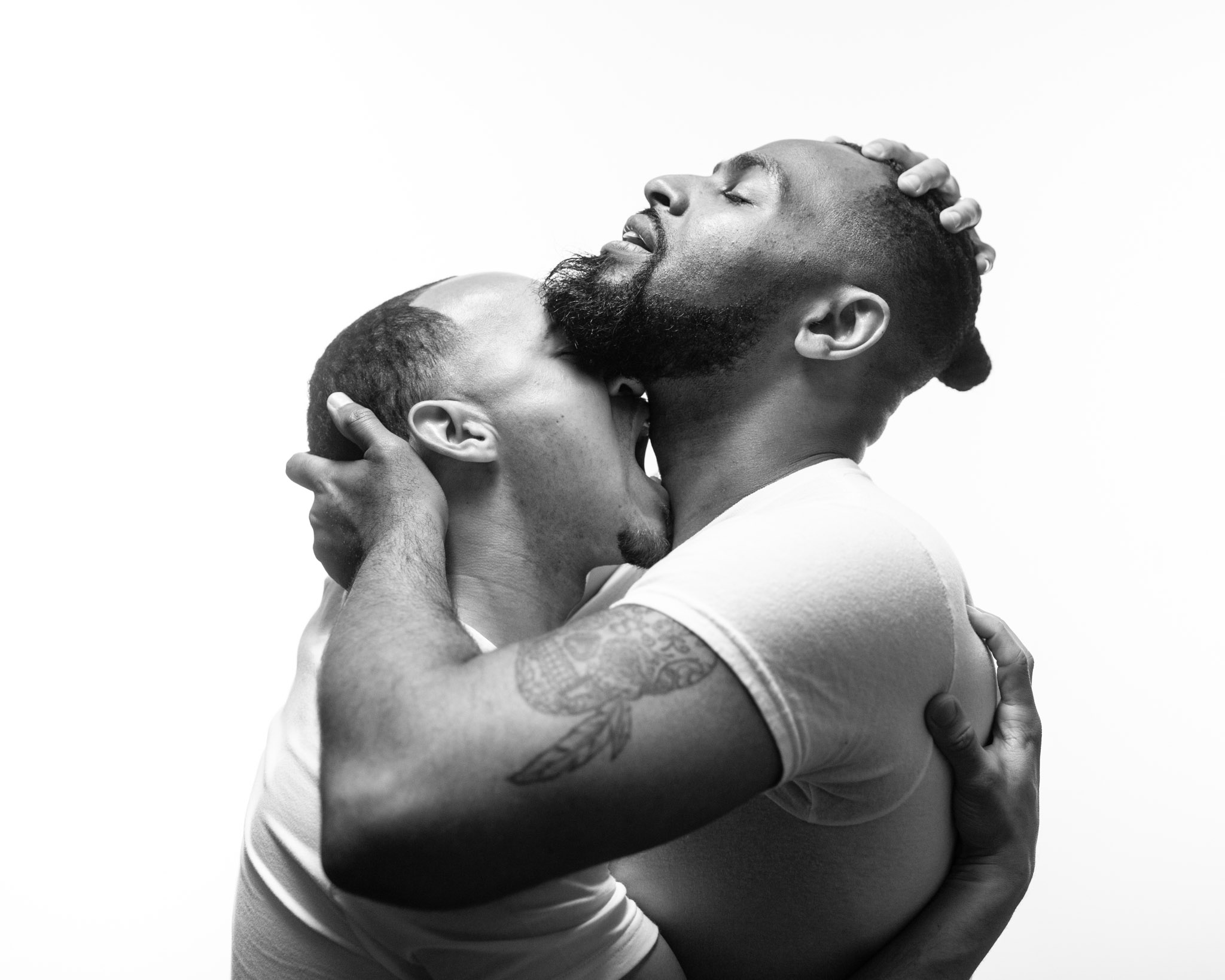
Un esempio di fotografia boudoir ritraente dei soggetti maschili.

Il termine boudoir deriva dal verbo francese bouder, che significa "tenere il broncio", e indicava una stanza privata o un camerino di una signora, di solito adiacente alla camera da letto. Il nudo, sia maschile che femminile, è un tema presente nella fotografia sin dal 1840. Lo stile visivo della fotografia boudoir è ampiamente influenzato dalle prime fotografie erotiche (come le cartoline francesi realizzate tra la fine dell'Ottocento e l'inizio del Novecento), dalle ragazze dei pin-up e dalla cultura ollivudiana. Tra i primi fotografi di questo genere fotografico si cita Albert Arthur Allen, autore di fotografie che ritraevano donne davanti a uno sfondo decorato.

### Seconda guerra mondiale
Dopo la fine del proibizionismo e l'inizio della seconda guerra mondiale, il governo degli Stati Uniti d'America iniziò ad adoperare la propaganda per incoraggiare i giovani statunitensi a combattere per il loro paese. I militari cominciarono ad utilizzare delle fotografie ritraenti delle ragazze pin-up nei manifesti di reclutamento, con slogan come "Vale la pena combattere per lei" (She’s worth fighting for) o "Torna a casa dalla tua ragazza come un eroe" (Come home to your girl a hero). Questo rese il pin-up una delle forme più facilmente riconoscibili di boudoir e aprì la strada per la fotografia boudoir moderna normalizzando la forma femminile nella pubblicità.
L'icona dei pin-up negli anni Trenta e Quaranta era l'attrice Betty Grable: uno dei suoi ritratti più famosi fu distribuito a oltre cinque milioni di truppe durante la seconda guerra mondiale. Oltre a essere una delle prime donne ad assicurare una propria parte del corpo, Grable era anche una delle attrici più pagate a Hollywood. Altre celebri modelle di fotografia boudoir di quell'epoca erano Clara Bow, Mae West e Jean Harlow.

### XXI secolo
La fotografia boudoir moderna nacque intorno agli anni Settanta e gli anni Ottanta, ma conobbe una vera diffusione con l'avvento della fotografia digitale. Questo genere fotografico divenne popolare tra le donne che cercavano di creare una collezione privata di ritratti professionali in studio. La fotografia boudoir venne caratterizzata dal fatto che ora i soggetti femminili erano le clienti dirette dei fotografi, invece di essere delle modelle assunte. Inoltre, è con il terzo millennio che questo genere fotografico comincia ad essere visto come un mezzo da parte dei modelli per conoscere sé stessi e superare le proprie timidezze.

## Stile
La fotografia boudoir comprende una gamma di vari stili e stati d'animo. A livello visivo, questo genere è caratterizzato da un uso diffuso di immagini ad alta tonalità che lusingano l'aspetto della pelle del soggetto, le distanze focali brevi e la poca profondità di campo, conferendo all'opera un'atmosfera intima. Altri stili comuni includono la fotografia in bianco e nero, sobria e volutamente granuloso, riflettendo l'influenza dei nudi artistici, delle prime fotografie erotiche e dei film noir. Sono inoltre comuni le pose e le illuminazioni intese a replicare l'aspetto delle fotografie pin-up e dei dipinti classici.